# Чонногу
Чонногу́ (кор. 종로구?, 鐘路區?, новая романизация: Jongno-gu) — один из северных районов Сеула, столицы Республики Корея. Имеет статус самоуправления.

## Название
Название «Чонно» (кор. 종로; букв. «Колокольная улица») происходит от слова Чонну (кор. 종루), что в переводе означает «колокольня». На этой колокольне, которая находилась в районе нынешнего квартала Чонно 1-га (кор. 종로1가), был подвешен большой колокол.

## Расположение
На западе Чонногу граничит с районами Ынпхёнгу и Содэмунгу, на юге — Чунку, с востока его «соседями» являются Тондэмунгу и Сонбукку, а узкую северную границу района определяет стена крепости Пукхансан (кор. 북한산성), находящейся на одноимённой горе Пукхансан. Северная граница района является также частью городской границы.

## История
Чонногу был центральным районом столичного Сеула ещё со времён династии Чосон. С тех пор на территории района находится большое количество государственных органов, а также культурных учреждений.
Как отдельный район Чонногу был сформирован в 1943 году, ещё во время японского колониального правления. На тот момент в составе Чонногу находилось 74 тон (кор. 동).
В 1955 году была введена новая система административного управления, в соответствии с которой состав Чонногу был переформирован в 36 тон. В дальнейшем количество тон сокращалось, и в результате с 1 декабря 1998 года в состав района входили 19 тон.
С 1 ноября 2008 года в результате слияния двух отделений районной администрации количество тон в составе Чонногу составлило 18.

## Общая характеристика
В районе функционируют 92 образовательных учреждения, среди которых: 18 детских садов, 42 школы (в том числе одна иностранная), университеты Сонгюнгван и Санмён, 26 магистратур.
В восточной части Чонногу пролегает улица Тэханно (Университетская улица), на которой расположено множество разного вида закусочных, столовых и ресторанчиков, минитеатры, кинозалы и т.д.

## Достопримечательности

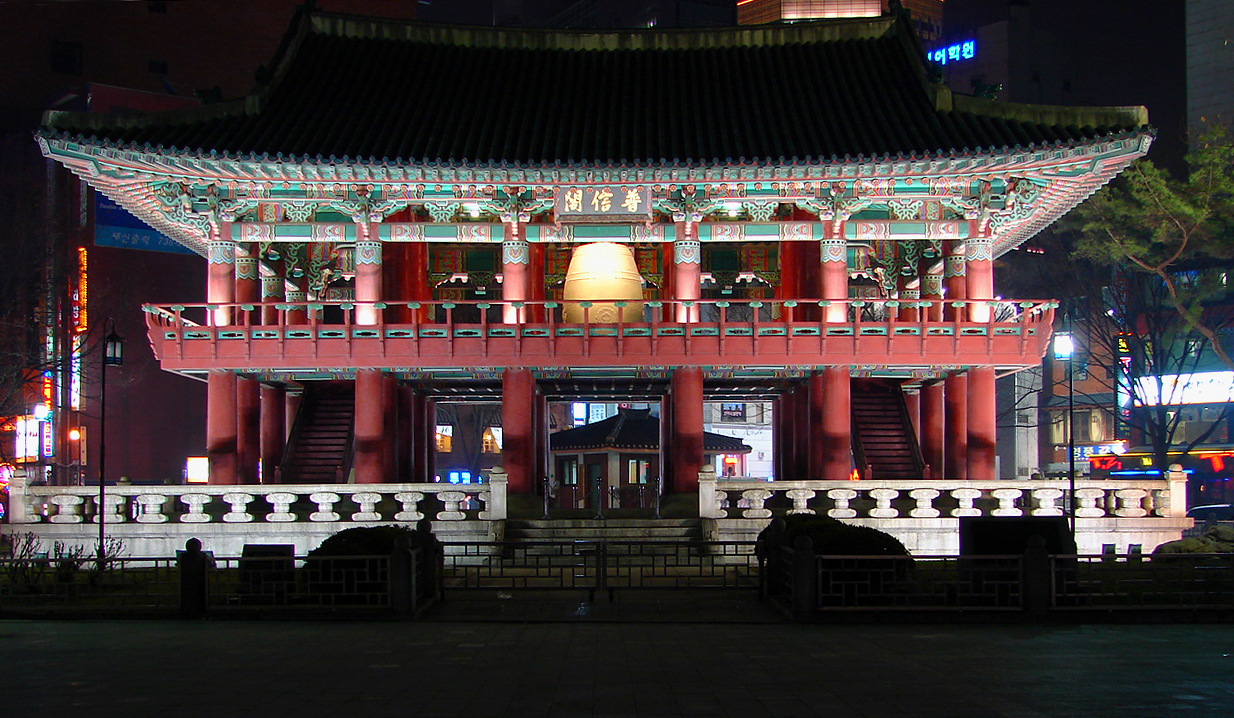
Колокольня Посингак

На территории района находится множество мест и объектов, пользующихся у туристов и самих корейцев огромной популярностью: исток ручья Чхонгечхон, парк Тхапколь, королевская усыпальница Чонмё, королевские дворцы Кёнбоккун, Чхандоккун, Чхангёнгун и Кёнхигун, а также дворец Унхёнгун, Секретный сад, президентская резиденция Чхонвадэ, колокольня Посингак и прочее. Помимо исторических достопримечательностей, район известен в народе как место с очень знаменитыми переулками, в которых расположены популярные рестораны, также бросаются в глаза своим необычным дизайном некоторые офисные здания.
Возле станции метро «Ыльджиро ипку» (кор. 을지로입구) расположены несколько универмагов, в числе которых есть универмаг «Lotte», а на противоположной стороне дороги от него берёт своё начало популярная как среди горожан, так и среди туристов, улица Мёндон (кор. 명동).

## Населённые пункты-побратимы
Внутри страны:
- г. Чонып, провинция Чолла-Пукто, Республика Корея (с 10 мая 1999)[7]
- уезд Йонволь, провинция Канвондо, Республика Корея (с 16 июня 2003)[8]
- г. Наджу, провинция Чолла-Намдо, Республика Корея (с 18 апреля 2005)[9]
- г. Ансон, провинция Кёнгидо, Республика Корея (с 29 апреля 2005)[8]

За рубежом:
- район Дунчэн (кит. 东城区, пиньинь: Dōngchéng Qū), г. Пекин, Китай (с 4 апреля 1995)[10]
- район Сухбаатар (монг. Сүхбаатар), г. Улан-Батор, Монголия (с 16 июля 1996)[10]
- округ Ланкастер (англ. Commonwealth of Pennsylvania), штат Пенсильвания, США (с 6 июля 1999)[10]